# Aykut Çeviker
Aykut Çeviker (Ankara, 3 gennaio 1990) è un calciatore turco, centrocampista svincolato.

## Palmarès

### Club

#### Competizioni nazionali
- Coppa di Turchia: 1

Akhisar Belediyespor: 2017-2018
- Supercoppa di Turchia: 1

Akhisar Belediyespor: 2018